# Épisodes des Sauvages
Cet article présente les 19 épisodes de la série télévisée américaine de sitcom Les Sauvages.

## Épisode 1:Le ménage c'est pas pour nous
- États-Unis : 24 septembre 2004 sur ABC
- France : 17 octobre 2005 sur Europe 2 TV

- États-Unis : 6,43 millions de téléspectateurs[1] (première diffusion)

## Épisode 2:Cours particuliers
- États-Unis : 1er octobre 2004 sur ABC

- États-Unis : 5,48 millions de téléspectateurs[2] (première diffusion)

- Autumn Reeser (Angela)
- Forry Smith (coach McCarthy)
- Bradford N. Smith (l'enfant de l'école)

## Épisode 3:Le Prestige de l'uniforme
- États-Unis : 8 octobre 2004 sur ABC

- États-Unis : 4,90 millions de téléspectateurs[3] (première diffusion)

- Aimee Brooks (Sheila)
- Kevin P. Farley (pompier 1)
- Victor Togunde (pompier 2)
- Sebastian Maniscalco (gérant de discothèque)
- Crystal Kwon (femme 1)
- Nadia Björlin (femme 2)

## Épisode 4:Pour un dernier cigare
- États-Unis : 15 octobre 2004 sur ABC

- États-Unis : 5,29 millions de téléspectateurs[4] (première diffusion)

- Autumn Reeser (Angela)
- Kylie Sparks (Brenda)
- Tony Hawk (lui-même)
- Jack Plotnick (M. Levitch)
- Chœur de l'Occidental College (Les chanteurs du groupe The Smile Time)
- Seth MacFarlane (Présentateur télé)

## Épisode 5:Sécurité routière
- États-Unis : 22 octobre 2004 sur ABC

- États-Unis : 5,82 millions de téléspectateurs[5] (première diffusion)

- Mel Gibson (officier Steve Cox)
- Kerica Cesar (Stacey)
- Dawn Ashley Cook (fille)
- Magda Harout (femme)
- Candace Kita (Misty)

## Épisode 6:Libérez Lily
- États-Unis : 29 octobre 2004 sur ABC

- États-Unis : 6,24 millions de téléspectateurs[6] (première diffusion)

- Kylie Sparks (Brenda)
- Dan Castellaneta (Frog (voix) et M. Horner)
- James Wong (Skip Baxter)
- Todd Bosley (garçon)
- Michael Aquino (enfant)

## Épisode 7:Jamais sans mon portable
- États-Unis : 5 novembre 2004 sur ABC

- États-Unis : 6,70 millions de téléspectateurs[7] (première diffusion)

- Saverio Guerra (Quincy)
- Erin Widerman (fille)
- Kaley Cuoco (Erin)

## Épisode 8:La Foire aux surprises
- États-Unis : 12 novembre 2004 sur ABC

- États-Unis : 6,54 millions de téléspectateurs[8] (première diffusion)

- Autumn Reeser (Angela)
- Nicole Garza (Lauren)
- Caitlin Crosby (Taylor)
- Lamont Thompson (garde)
- Tom McGowan (révérend Dave)
- Dave Allen (Wendell)

## Épisode 9:Trois fils de trop
- États-Unis : 19 novembre 2004 sur ABC

- États-Unis : 6,74 millions de téléspectateurs[9] (première diffusion)

- Autumn Reeser (Angela)
- Kate Walsh (Maggie)
- Patrick Y. Malone (Waiter)

## Épisode 10:Une dinde récalcitrante
- États-Unis : 26 novembre 2004 sur ABC

- États-Unis : 5,66 millions de téléspectateurs[10] (première diffusion)

- Autumn Reeser (Angela)
- Candace Kita (Misty)
- Michael G. Hagerty (Bob, oncle d'Angela)
- Lane Davies (Jeff, père d'Angela)
- June Lockhart (Lillian, grand-mère d'Angela)
- Shelley Long (Judy, mère d'Angela)
- Mel Gibson (officier Steve Cox)

## Épisode 11:La Vieille Bourrique
- États-Unis : 3 décembre 2004 sur ABC

- États-Unis : 6,25 millions de téléspectateurs[11] (première diffusion)

- Betty White (Mme Riley)

## Épisode 12:Descente aux enfers
- États-Unis : 10 décembre 2004 sur ABC

- États-Unis : 5,31 millions de téléspectateurs[12] (première diffusion)

- Stephen Tobolowsky (M. Frehley)
- Brittany Curran (Josie)
- Ben Donovan (Kenny)

## Épisode 13:Les Dessous d'Heather
- États-Unis : 17 décembre 2004 sur ABC

- États-Unis : 6,54 millions de téléspectateurs[13] (première diffusion)

- Autumn Reeser (Angela)
- Adrienne Janic (Tia)
- Jenna Gering (Heather)
- Desi Lydic (femme 1)
- Lori Lively (femme 2)
- Tamara L. Curry (femme 3)

## Épisode 14:Garde une danse pour moi
- États-Unis : 14 janvier 2005 sur ABC

- États-Unis : 6,92 millions de téléspectateurs[14] (première diffusion)

- Autumn Reeser (Angela)
- Kylie Sparks (Brenda)
- Haylie Duff (Jessica)
- Erin Michaels (fille)

## Épisode 15:Tous des sauvages
- États-Unis : 21 janvier 2005 sur ABC

- États-Unis : 6,14 millions de téléspectateurs[15] (première diffusion)

- Autumn Reeser (Angela)
- Steven Gilborn (conseiller municipal)
- Kristin Dattilo (Mme Milfner)
- Christopher Darga (M. Milfner)
- Ben Donovan (Kenny)
- Vinnie Pergola (Mikey)
- Erin Wideman (fille 1)
- Amber Stevens (fille 2)
- Adam Cagley (garçon 1)
- Alejandro Rose-Garcia (garçon 2)

## Épisode 16:Sauveteurs en herbe
- États-Unis : 27 mai 2005 sur ABC

- États-Unis : 3,50 millions de téléspectateurs[16] (première diffusion)

- Kylie Sparks (Brenda)
- Betty White (Mme Riley)
- Pat Finn (Chet Pringle)
- Bari K. Willerford (Smitty)

## Épisode 17:L'Enfer de la cantine
- États-Unis : 3 juin 2005 sur ABC

- États-Unis : 3,82 millions de téléspectateurs[17] (première diffusion)

- Autumn Reeser (Angela)
- Holmes Osborne (principal Thompson)
- John Milot (garçon, lance le bitos)
- Liz Sheridan (Mme O'Hara)
- Tara Karsian (Doris)
- Guillaume Raynaud (M. Brown)
- Ben Donovan (Kenny)
- Dana Workman (April)

## Épisode 18:Une télé à tout prix
- États-Unis : 10 juin 2005 sur ABC

- États-Unis : 3,08 millions de téléspectateurs[18] (première diffusion)

- Autumn Reeser (Angela)
- Sara Michelle Ben Av (fille en bikini)
- Eric Dickerson (lui-même)
- Rolonda Watts (Claire)
- Shelley Long (Judy)
- June Lockhart (Grammy Na-Na)
- Lane Davies (Jeff)

## Épisode 19:Papa, j'ai cassé le jacuzzi!
- États-Unis : 17 juin 2005 sur ABC

- États-Unis : 3,12 millions de téléspectateurs[19] (première diffusion)

- Autumn Reeser (Angela)
- Kel Mitchell (Sid)
- Allan Murray (Roomba)
- Suzie Pollard (Shandi)
- Mel Gibson (officier Cox)
- Candace Kita (Misty)